# Roberto DaMatta
Roberto DaMatta (Niterói, 29 de julio de 1936) es un antropólogo brasileño. Además es conferencista, consultor, columnista de periódicos, y productor de TV.
Es profesor emérito (significa retirado) de Antropología en la Universidad de Notre Dame DaMatta se graduó en la licenciatura en Historia en la Universidad Federal Fluminense.
DaMatta es autor de numerosos libros incluyendo a Carnivals, Rogues and Heroes: An Interpretation of the Brazilian Dilemma.

## Algunas publicaciones
- Índios e castanheiros. Con Roque de Barros Laraia - 1967
- Ensaios de antropologia cultural - 1975
- Um mundo dividido: a estrutura social dos índios Apinayé - 1976 (en inglés, 1982)
- Carnavais, malandros e heróis - 1979 (en francés, 1983; en inglés, 1991)
- Universo do carnaval: imagens e reflexões - 1981
- Relativizando: uma introdução à antropologia social, 1981
- O que faz o brasil, Brasil? - 1984
- A casa e a rua: espaço, cidadania, mulher e morte no Brasil - 1984 (en 2000, fue lanzada la 11.ª edición)
- Explorações: ensaios de sociologia interpretativa - 1986
- Conta de mentiroso: sete ensaios de antropologia brasileira - 1993
- Torre de Babel: ensaios, crônicas, críticas, interpretações e fantasias - 1996
- Águias, burros e borboletas: um ensaio antropológico sobre o jogo do bicho - 1999
- Profissões industriais na vida brasileira - 2003
- Tocquevilleanas, notícias da América - 2005
- A bola corre mais que os homens: duas Copas - 2006
- O que é Brasil? - 2007
- Crônicas da vida e da morte - 2009
- Fé em Deus e pé na tábua - 2010

Además de su obra en libroa, DaMatta tiene centenares de artículos y ensayos en revistas científicas y coetáneas, así como entradas en diccionarios y enciclopedias, en el Brasil y en el exterior, publicados a partir de 1963. Mantiene una columna semanal en O Globo, de Río de Janeiro.

## Séries para televisão
- Os brasileiros (Rede Manchete, 1983, autoria e produção)
- Nossa Amazônia (Rede Bandeirantes, 1985, autoria) - direção de Cacá Diegues

- Carnavais, Malandros e Heróis
- A Divided World: Apinaye Social Structure, Harvard University Press, 1982